# アンドレア・マニシ
アンドレア・マニシ（Andrea Manici、1990年4月28日 - ）は、イタリアのラグビーユニオン選手。

## プロフィール
- イタリア・パルマ出身[1]。
- ポジションはフッカー(HO)。
- 身長 183cm、体重 104kg
- U20イタリア代表に選ばれたことがある。
- イタリア代表通算キャップ数は16でワールドカップ2015のイタリア代表に選ばれた[2]。

## 略歴
グラン・パルマ、クロシアティ・パルマを経て、2012年、ゼブレに加入。